# Meinarda van Terwisga
Meinarda Maria Klasina (Narda) van Terwisga (Apeldoorn, 24 augustus 1919 – 31 mei 1997) was een Nederlands verzetsstrijdster tijdens de Tweede Wereldoorlog.

## Leven en werk
Van Terwisga was een dochter van Jan van Terwisga (1874-1958), onderwijzer, en Maria Susanna Scheers (1887-1950). Zij volgde een secretaresseopleiding en een opleiding voor lerares handelswetenschappen en machineschrijven. Tussen 1936 en 1941 werkte zij bij de onderwijsinspectie. In 1939 begon zij een instituut voor steno en machineschrijven, en werd lerares aan de Koningin Wilhelminaschool in Apeldoorn. 

## Verzetswerk
In 1943 richtte Van Terwisga de verzetsgroep de Vrije Groep Narda op. De groep bood onder meer hulp aan neergeschoten geallieerde vliegtuigbemanningen, verborg geheime radiozenders en wapens en verzamelde inlichtingen over vliegvelden en de spoorwegen. De gewapende tak van de groep overviel distributiekantoren en pleegde sabotage-acties.
Op 29 september 1944 werd de verzetsgroep verraden door een van haar eigen leden, Willem l’Ecluse. Hij stuurde Van Terwisga een briefje, waarin hij liet weten dat hij haar om 13.00 uur in haar woning wilde spreken. Daar had de Sicherheitsdienst een val gezet. De SD vond er wapens en munitie en arresteerde een groot aantal verzetsmensen. Op 2 oktober werden zes van hen gefusilleerd en hun lichamen op verschillende plaatsen in Apeldoorn achtergelaten met een bordje "Terrorist" om de hals. Hetzelfde gebeurde met twee geallieerde vliegers die de groep had ondergebracht bij de moeder van een van haar leden, Juliana Bitter-van de Noordaa. Van Terwisga en Bitter werden naar concentratiekamp Ravensbrück gedeporteerd. Bitter overleed daar in januari 1945, Van Terwisga overleefde het kamp ondanks vele ontberingen en martelingen.

## Na de oorlog
In april 1945 werd Van Terwisga door het Rode Kruis naar Zweden gebracht, nog voor de bevrijding van Ravensbrück. In verband met de lichamelijke en psychische gevolgen van de oorlog werd ze volledig invalide verklaard. Op eigen initiatief en kosten bracht zij na de oorlog oud-verzetsmensen enkele maanden voor herstel onder in Zwitserland. Later deed ze dat in opdracht van de Stichting 1940-1945 en de Stichting Herstellingsoorden voor Oud-Illegale Werkers.
Vanaf 1988 woonde Van Terwisga bij haar zus Jantje in Apeldoorn. Zij werd steeds angstiger en achterdochtiger en leed aan depressiviteit, hoofdpijn en hartklachten. Op 31 mei 1997 overleed zij in een Apeldoorns verzorgingshuis.

## Onderscheidingen
Van Terwisga kreeg de Amerikaanse Medal of Freedom en de Britse King's Medal for Courage in the Cause of Freedom voor haar hulp aan geallieerde vliegtuigbemanningen. Zij kreeg de Bronzen Leeuw voor haar hulp aan neergekomen vliegtuigbemanningen en aan tijdens de operatie Market Garden verstrooide geallieerde militairen, en voor haar spionagewerk voor het Bureau Bijzondere Opdrachten. Ook kreeg zij het Verzetsherdenkingskruis en het insigne van de Binnenlandse Strijdkrachten. In Apeldoorn ligt een gedenksteen voor Van Terwisga bij het monument in het Verzetsstrijderspark.